# エリー・サーブ
エリー・サーブ（Elie Saab、1964年7月4日 - ）は、レバノンのファッションデザイナー。
主なアトリエはベイルートにあるが、ミラノとパリにもある。1980年代初期の彼の最初のアトリエは、高価な生地、レース 、詳細な刺繍 、パール 、結晶とシルクの糸を使用して、ブライダルクチュールに特化。1997年、サーブはイタリアのカメラナツィオナーレデッラモーダのメンバーの最初の非イタリア人デザイナーとなった。 
2016年にプロジェクト・ランウェイの中東の審査員として登場。2017年3月の時点で、彼のクチュールコレクションは、パリ、ロンドン、ベイルートの160軒の小売店や自身が経営するブティックで入手できる。

## 幼少期
グレーターベイルート南部沿岸、ベイルート郊外ダムール (Damour) で木材商人の5人の子供の長男として育つ 。ベイルートのマロンカトリックの両親は、サーブに自己訓練として縫製を始めさせた。8歳頃の彼の関心はファッションに向いた。彼の妹がモデルとして、彼は新聞で型紙をつくり、母親がクローゼットで素材を探したりした。

## キャリア

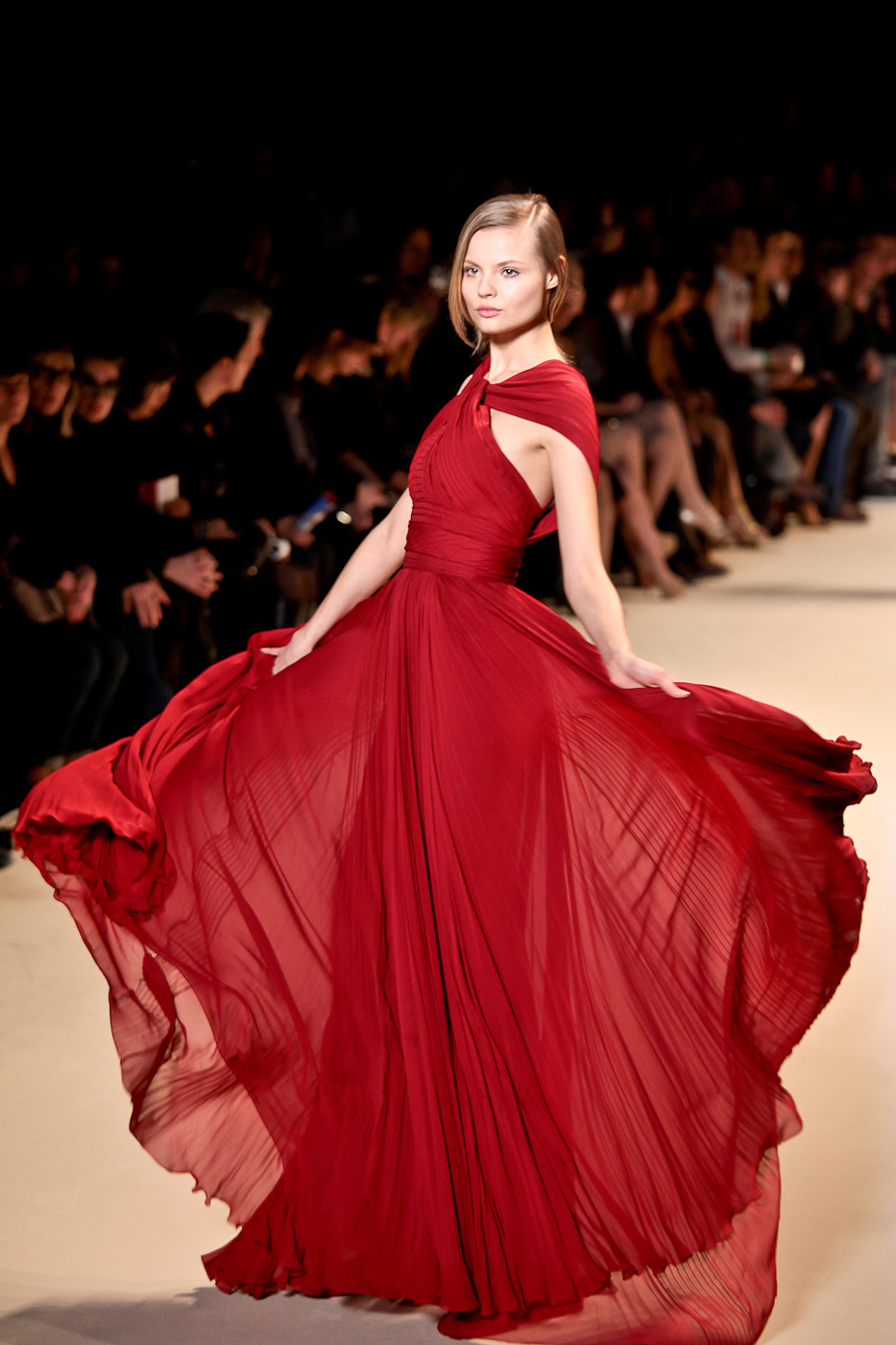
エリー・サーブ2011年秋冬オートクチュールコレクションのファッションショーより。モデルはマグダレナ・フラッコウィアック。パリコレクション 2011年

- パリ・コレクション（2011年）

## 注目客・プロジェクト

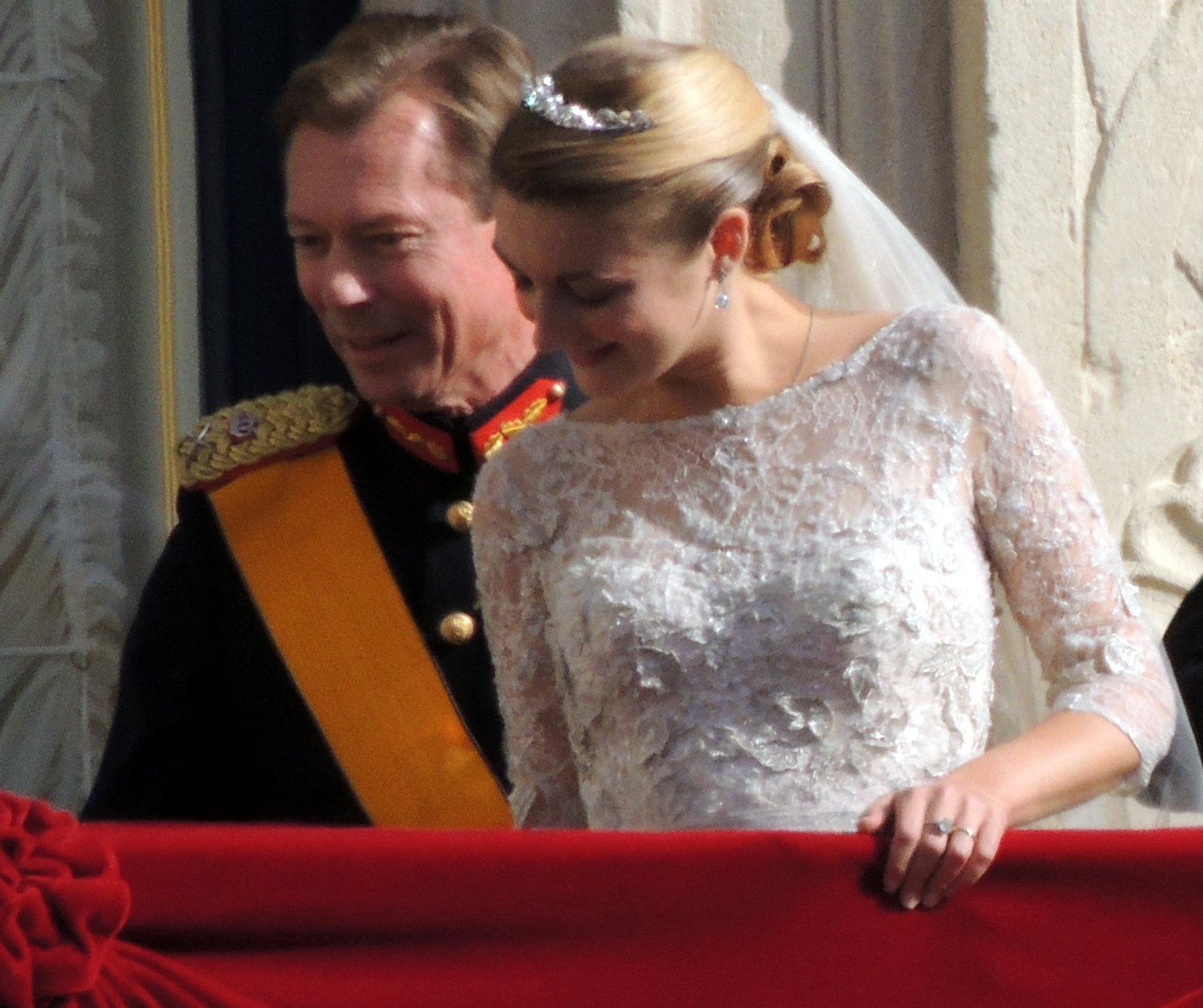
2012年、ルクセンブルク大公世子ギヨームとの結婚式でのステファニー・ド・ラノワ。

- ルクセンブルク大公世子妃ステファニー・ド・ラノワ